# Pietroasele
Pietroasele est une commune de Roumanie situé dans le județ de Buzău.
La petite cité est devenue célèbre avec la découverte en 1837 du trésor de Pietroasa composé de plusieurs pièces en or et en pierres précieuses. L'historien roumain Alexandru Odobescu a écrit un ouvrage consacré à cette découverte archéologique.

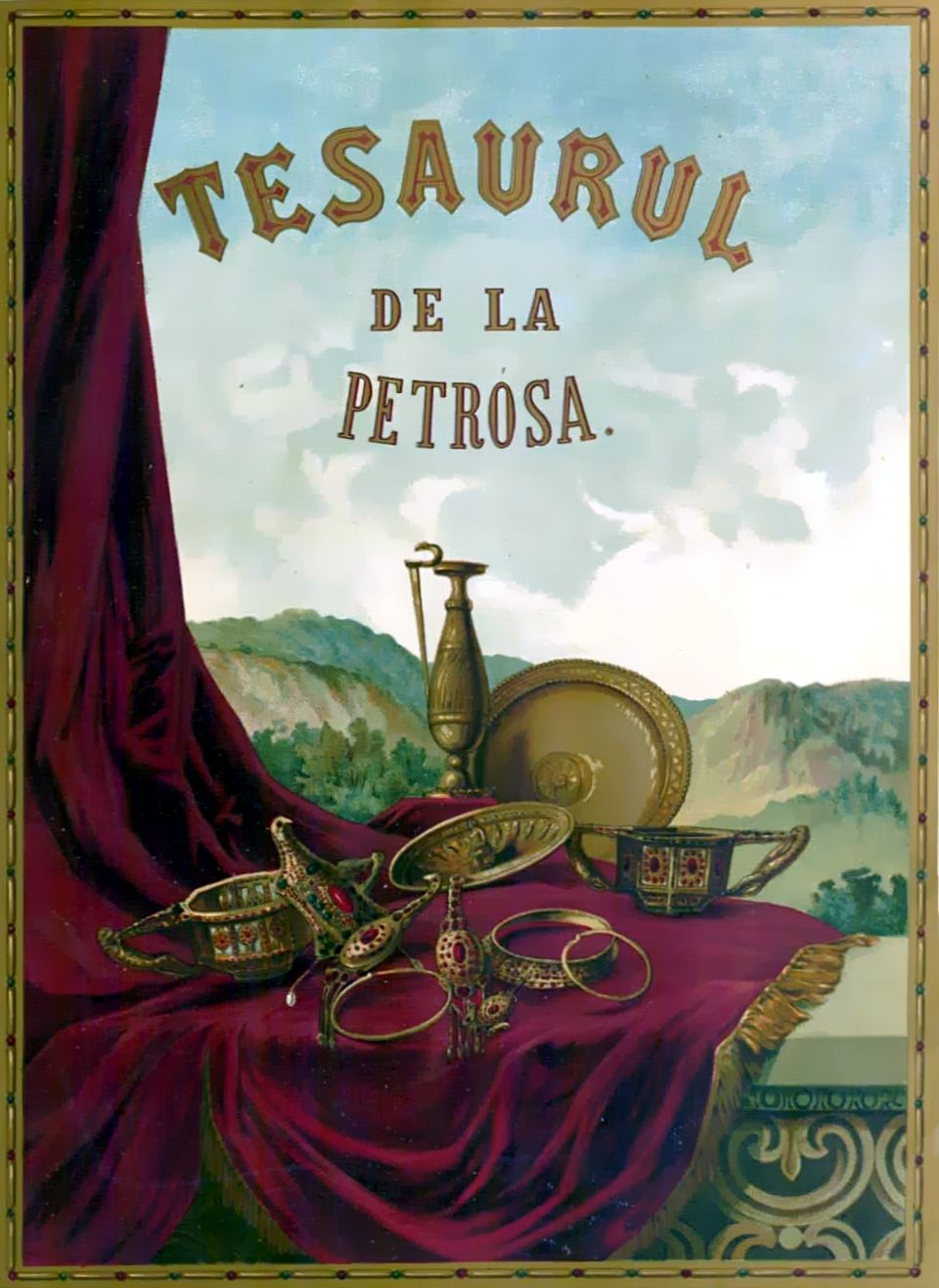
Le Trésor de Pietroasa d'Alexandru Odobescu